# Alexandra Pop
Alexandra Pop (ur. 4 lutego 1927 we wsi Bistra, okręg Alba, zm. 2 kwietnia 1950) – rumuńska studentka, działaczka antykomunistycznego ruchu oporu, ofiara represji.

## Życiorys
Córka Gheorghe i Marii z d. Balea. Studiowała na wydziale prawa Uniwersytetu w Klużu. Przed wyborami parlamentarnymi w listopadzie 1946 zaangażowała się w akcję przekonywania mieszkańców Klużu, aby nie głosowali na komunistów. Zagrożona aresztowaniem opuściła miasto i dołączyła do oddziału partyzanckiego, dowodzonego przez mjr Nicolae Dabiję, działającego w Górach Zachodniorumuńskich. Aresztowana przez Securitate 4 marca 1949. Sąd Wojskowy w Sybinie 4 października 1949 skazał Alexandrę Pop na karę dożywotniego pozbawienia wolności. W trakcie przenoszenia skazanej do innego więzienia (tzw. transport śmierci) 2 kwietnia 1950 została zastrzelona przez konwojentów, wraz z 12 innymi więźniami.
Ofiarami komunistycznych represji byli także rodzice Alexandry i jej dziadkowie.